# محمد ربيعي
محمد ربيعي ملاكم مغربي (مواليد 13 يوليو 1993 من مدينة الدار البيضاء)، ينتمي لجمعية شباب البرنوصي للملاكمة بحي القدس، حصل على بطولة العالم وإفريقيا، يعتبر أول مغربي وعربي يتمكن من الفوز ببطولة العالم (الميدالية الذهبية) لوزن 69 كلغ ورابع ملاكم إفريقي يتوج بالذهب في بطولة العالم، وذلك في دورة 2015 بالعاصمة القطرية الدوحة. إذ اقتصرت المشاركات العربية السابقة على الفوز بميداليات برونزية وفضية، فاز بها ملاكمون من المغرب والجزائر ومصر وسورية والعراق.
كما اختير في أكتوبر سنة 2015م كأفضل ملاكم في السلسلة العالمية للملاكمة الاحترافية لعام 2015، لتقديمه موسما ناجحا بكل المقاييس.
تابع محمد دراسته إلى مستوى البكالوريا، حيث قرّر التفرغ للرياضة، وقد عرف في طباعه كإنسان كتوم وهادئ، سواء في حياته الشخصية أو الرياضية، ولكنه تميَّز كرياضي شرس وبنَفسٍ طويل داخل الحلبة.

## السيرة المهنية
ولد محمد ربيعي في الدار البيضاء ذو أصل أمازيغي من تنغير. ويعد أول ملاكم مغربي فاز بالميدالية الذهبية في الملاكمة في بطولة العالم في الدوحة في عام 2015، في فئة وزن الويلتر (69 كلغ) بعد فوزه في النهائي وحصل على جائزة أفضل ملاكم في السنة. وفي العام التالي حصل على الميدالية البرونزية في دورة الألعاب الأولمبية الصيفية عام 2016. في آب / أغسطس 2016.

## أطوار نهائيات الدوحة 2015
لم يرشح المهتمون الشاب المغربي ذو 22 ربيعا للفوز بالذهبية، وما فتئت أطوار بطولة العالم بالوضوح، حتى بزغ نجم المتنافس محمد ربيعي، إذ انتصر في جميع أطوار النهائيات، إلى أن واجه في النهائي بطل العالم الكازاخستاني دانيار بيلينسوف المصنف الأوّل عالميا، وتمكّن في مباراة احترافية وروح رياضية عالية من الحصول على المركز الأول والميدالية الذهبية في البطولة.

## وصلات خارجية
- محمد ربيعي على موقع بوكس ريك (الإنجليزية) (registration required)
- محمد ربيعي على موقع اللجنة الأولمبية الدولية (الإنجليزية)
- محمد ربيعي على موقع أوليمبيديا (الإنجليزية)
- محمد ربيعي على موقع اللجنة الأولمبية المغربية (الفرنسية)

- لحظة تتويج محمد ربيعي: يرفع علم وطنه بالذهب والأخلاق معا

## طالع ّأيضا
- الوزن الخفيف
- وزن الويلتر
- أمير خان
- نسيم حميد